# 名古屋市立白水小学校
名古屋市立白水小学校（なごやしりつ はくすいしょうがっこう）は、愛知県名古屋市南区松下町2丁目にある公立小学校。

## 概要
- 源兵衛町、柴田町、柴田本通、大同町、鶴見通1-3丁目、鳴尾町（字丹後江、字八ノ割、字堤外の一部）、鳴浜町1-3丁目、星崎町（字二之割上、字二之割下、字二之割中、字三之割上、字三之割下、字三之割中、字上ノ切、字繰出、字根走、字大江の一部）、松下町1-3丁目、三吉町1-3丁目などが通学区域であり、公立中学校の進学先は名古屋市立名南中学校である[1]。

## 沿革
白水小学校は1938年（昭和13年）に笠寺尋常高等小学校鳴尾分教場が白水尋常小学校として独立し、開校している。校区には明治初期に北柴田村に隆訓学校が開校。幾度かの改称、統廃合を経て1892年に源柴尋常小学校となるが、1907年に笠寺村の小学校の統合により廃校となっている。
- 1924年（大正13年）4月1日 - 字柴田に笠寺尋常高等小学校鳴尾分教場が設置される。
- 1938年（昭和13年）7月4日 - 鳴尾分教場が独立し、白水尋常小学校として開校する。
- 1941年（昭和16年）4月1日 - 白水国民学校に改称する。
- 1944年（昭和19年）8月 - 知多郡旭村、知多郡三和村に学童疎開する。
- 1945年（昭和20年）5月17日 - 空襲により校舎の一部を焼失する。
- 1947年（昭和22年）4月1日 - 名古屋市立白水小学校に改称する。
- 1956年（昭和31年）9月1日 - 名古屋市立千鳥小学校を分離する。
- 1959年（昭和34年）
  - 1月8日 - 白水町に分校を設置する。
  - 伊勢湾台風により、本校、分校合わせて142名の児童が犠牲となる。
- 1961年（昭和36年）4月1日 - 分校が名古屋市立柴田小学校として独立する。
- 2024年（令和6年）2月 - 児童数減少による小規模校を解消するため、柴田小学校・千鳥小学校との統合（案）が検討された[2]。

## 交通アクセス
- 名鉄常滑線大同町駅下車、徒歩約10分。
- 名古屋市営バス名港11号系統・神宮15号系統・新瑞13号系統・新瑞14号系統・鳴.ワイ系統「柴田本通一丁目」バス停より徒歩約3分。

## 周辺施設
- 大同大学
- 大同大学大同高等学校
- 名古屋市立名南中学校
- 名古屋市立柴田小学校
- 名古屋市立千鳥小学校
- 大同特殊鋼星崎工場
- 白水公園
- 名鉄常滑線大同町駅